# Zygothuria oxysclera
Zygothuria oxysclera is een zeekomkommer uit de familie van de Mesothuriidae.
De wetenschappelijke naam van de soort werd in 1902 gepubliceerd door Rémy Perrier.